# Содди, Фредерик
Фредерик Со́дди (англ. Frederick Soddy; 2 сентября 1877, Истборн — 22 сентября 1956, Брайтон) — английский радиохимик, член Лондонского королевского общества (1910), лауреат Нобелевской премии по химии (1921).

## Биография[4]

### Ранние годы. Образование
Содди родился в семье набожного торговца кукурузой. У его родителей было 7 детей. В его семье исповедовали кальвинизм. Его дед хотел стать миссионером, но попал в плен в 1798 году. Из-за специфики семейной атмосферы возникла такая черта его характера как бескомпромиссное правдолюбие.
В самом начале своего обучения Фредерик избавился от такой проблемы как заикание, в чём ему помогла его учительница. Учёба продолжилась в Eastbourne College под руководством Р. Е. Хьюза. Там Содди проявил интерес к химии и научный склад ума, не встречавшиеся ранее в его семье. Из-за его молодости, до поступления в Оксфорд было принято решение провести год, обучаясь в Аберистуите, который затем был продлён на семестр из-за проблем с латынью. В 1895 году он выиграл стипендию Мертон-колледжа, где в 1896 году был уже студентом. В 1898 году он окончил с отличием School of Nature Science. Стоит отметить, что будучи студентом в Оксфордском университете, он активно участвовал в деятельности Oxford University Junior Scientific Society, в журнале которого опубликовал свою вторую статью о жизни и работе Виктора Мейера. В это же время, им вместе с Маршем была исследована предполагаемая структура камфоры. После выпуска он перепробовал несколько исследовательских направлений, которые, к сожалению, не принесли сколько-нибудь значимых результатов.

### Педагогическая деятельность, карьера
В возрасте 23 лет Содди решил подать документы на должность профессора химии в университете Торонто, но его попытка не увенчалась успехом. На обратном пути он попал в Монреаль, где в университете Макгилла согласился на должность младшего лаборанта на химическом факультете, что было продиктовано широким выбором доступного лабораторного оборудования. Во время своего пребывания в Лондоне весной 1904 года, он согласился быть лектором физической химии в университете Глазго. Провёл лекционный тур по Западной Австралии, где побывал во множестве шахтёрских городков. Также на обратном пути посетил Новую Зеландию, США и Аделаиду, где его лекции оставили Во время пребывания в Глазго, провёл серию бесплатных лекций под общим названием «Объяснение радия».
Под научным руководством Ф. Содди работало множество студентов, среди которых А. С. Рассел, Руфь Пиррет, А. Дж. Кранстон, Х. Хаймен.
К концу войны он был назначен Lees Professor в Оксфорде, где и проработал около 17 лет.

## Семья
В 1908 году женился на Винифред Билби. По описаниям его современников, их брак был счастливым. Он всегда наслаждался её обществом и дружбой. Когда она заболела, его забота и мысли были неусыпно с ней. Он продолжал следить за домашними делами, чтобы облегчить ей жизнь. Её внезапная смерть в 1936 году от тромбоза шокировала Содди, и именно тогда он покинул пост Lees Professor в Оксфорде.

## Исследовательская деятельность и публикации

### Монреаль
Совместно с Резерфордом предложил теорию радиоактивного распада, послужившую началом развития современного учения об атоме и атомной энергии. После студенческих статей, с 1902 года Содди начал публиковать свои совместные работы с Резерфордом, связанные с торием и его излучением. Эти статьи примечательны тем, что, несмотря на сенсационность темы, написаны крайне хладнокровно. В 1903 году Резерфорд и Содди установили, что радиоактивный распад протекает по закону, описывающему ход мономолекулярной реакции. В 1903 году была опубликована совместная статья с Уильямом Рамзаем, где было спектроскопическим путём доказано, что гелий является продуктом испускания радия при распаде, что также подтверждало правильность идей о распаде. С июня 1905 года по ноябрь 1931 года публикуется большая серия статей, доказывающих образование радия из урана. Он обнаружил, что скорость образования радия была небольшой вначале, но увеличивалась впоследствии. Он сделал правильный вывод о наличии сравнительно более стабильного радиоактивного элемента до радия. Обе работы, как посвящённая гелию в Лондоне, так и посвящённая радию в Глазго, оказались важным вкладом в развитие теории распада. В этой работе ему ассистировали Т. Д. МакКензи и А. Ф. Р. Хитчинс.

### Глазго
Проведенные исследования привели к тому, что сформировались две очень важные идеи: идентичность химических свойств некоторых радиоактивных элементов, то есть то, что впоследствии было названо изотопами, и теорию радиоактивного распада, описывающий движение по периодической таблице в результате испускания радиоактивным элементом α или β лучей. Важным этапом в формулировании идеи существования изотопов для Содди послужило обнаружение родства мезотория и радия. Опубликованная в 1922 году статья является исчерпывающим описанием всех идей и экспериментов, приведших к появлению закона радиоактивного распада. В это же время Содди публикует подробную статью в связи с получением им Нобелевской премии, где он объясняет свою роль в развитии идеи изотопов, а также вклад его и других учёных в объяснение выполнения периодического закона в случае радиоактивных элементов.
В то время, когда закон радиоактивного распада был впервые сформулирован, было невозможно перейти из ряда актиния в ряд урана. Это стало возможным благодаря независимым работам Содди и Кранстона (Proc. Roy. Soc. 1918) и Гана и Мейтнер (Phys. Z. 1918), которые показали, что это происходит при испускании альфа-частицы экотанталом — элементом, находящимся между ураном и торием, и поэтому являющимся изотопным урану Х2.
Всего им было опубликовано более 70 статей по химии.

### Абердин
Содди был переведён на место профессора химии в Абердине в 1914 году. Во время войны 1914—1918 годов, он принимал участие в разнообразных химических исследованиях, которые требовались немедленно для национальных нужд. В университетской лаборатории проводились органические синтезы, в Aberdeen Gas Works — наполовину технические работы по экстракции этилена из каменноугольного газа.

### Оксфорд
Уже после периода в Глазго он не продолжал свою работу по радиоактивности, и следующие исследования в этой области прошли мимо него. Содди сфокусировался на педагогической деятельности, реконструкции лабораторий. В это время он начинает активно интересоваться экономикой, математикой и общественной деятельностью.

## Другие научные интересы и жизненные убеждения
- Занимался некоторыми математическими проблемами, ряд статей был опубликован в журнале Nature, например, «The bowl of integers»[9] и «The Hextet»[10] в 1937. Другим примером является «The summation of infinite harmonic series»[11] в Royal Society’s Proceedings в 1942 году. Эти работы не представляли особой ценности для учёных, являвшихся специалистами по этим темам. Увлекался экономикой. Считал, что университеты очень важны, и необходимо поддерживать и развивать «дух» университета.
- Вывел формулу связывающую радиусы четырёх окружностей, попарно касающихся друг друга, и посвятил ей поэму[12][13].
- Термин «изотоп» был придуман в 1913 году в гостиной дома отчима Содди, сэра Джорджа Билби, врачом Маргарет Тодд, получившей образование в Эдинбурге, которая также была в некоторой степени известным писателем с псевдонимом Грэхем Траверс. Но это не было первой попыткой ввести в научный лексикон новое слово. Вместе с Резерфордом Содди предложил слово «метаболон», которое следовало использовать для обозначения элемента, обладающего свойствами радиоактивного распада, но это слово не прижилось среди учёных — им казалось легче произнести «радиоактивные элементы» и даже сами его авторы прекратили его использование после нескольких статей 1903 года.
- Много его печатных работ посвящено размышлениям о том, как построить денежную систему не на золоте.
- Им серьёзно разрабатывались устройства, помогающие в объяснении физических явлений. Например, по словам современников, существовало устройство, которое автоматически увеличивало решение для соответствия постоянно меняющемуся разбросу спектрографических измерений.
- Ф. Содди считал, что «прогресс науки более похож на проклятие, чем на благословение для человечества из-за фиктивной денежной системы, возникшей одновременно с появлением научного сообщества, и используемой сейчас, целенаправленно и сознательно, для угнетения его <научного сообщества> и для сохранения раннего цивилизационного строя, основанного на рабстве».
- Одним из последних дел в его жизни было посещение Оксфорда, где он выписал чеки на большую сумму для лабораторных ассистентов, работавших с ним 20 и более лет назад. Современники также подтверждают его желание пожертвовать средства на увеличение парка оборудования и улучшение условий преподавания[14].

## Список основных монографий
- Radioactivity (1904)
- The Interpretation of Radium (1909)
- The Chemistry of the Radioactive Elements (1912—1914)
- Matter and Energy (1912), Science and Life (1920)
- The Interpretation of the Atom (1932)
- The Story of Atomic Energy (1949)
- Atomic Transmutation (1953)

## Признание заслуг
Ф. Содди был удостоен следующих наград:
- Премия Канниццаро (1913), Рим
- Нобелевская премия по химии (1921)
- Медаль Альберта (1951)

Почётные звания и членство в академиях:
- Член Лондонского Королевского общества (F.R.S., 1910)
- Иностранный член Шведской, Итальянской и Российской (1924; с 1925 года — Академии наук СССР) Академий Наук.

В его честь назван минерал соддит (силикат урана).
В 1976 году Международный астрономический союз присвоил имя Фредерика Содди кратеру на обратной стороне Луны.